# Cantonul Auxerre-Nord-Ouest
Cantonul Auxerre-Nord-Ouest este un canton din arondismentul Auxerre, departamentul Yonne, regiunea Burgundia, Franța.

## Comune
- Auxerre (parțial)